# Grammosolen truncatus
Grammosolen truncatus ist eine monophyletische Pflanzenart aus der Gattung Grammosolen in der Familie der Nachtschattengewächse (Solanaceae).

## Beschreibung
Grammosolen truncatus ist ein gräulicher, aufrecht wachsender Strauch von bis zu 2 m Höhe. Die Zweige sind dicht filzig behaart, die Behaarung besteht hauptsächlich aus nichtdrüsigen, sternförmig-baumartig verzweigten Trichomen. Die Laubblätter sind eiförmig bis eiförmig-elliptisch, gelegentlich auch elliptisch. Sie werden 5 bis 18 mm lang und 3 bis 11 mm breit, sind ganzrandig und dicht filzig behaart. Die Blattstiele sind 2 bis 4 mm lang.
Die Blütenstände bestehen aus einer bis drei Blüten und stehen oft in kurzen, belaubten Gruppen. Die Blütenstiele sind 0,6 mm lang und unbehaart bis mäßig behaart. Der Kelch ist 2,5 bis 4 mm lang und dicht filzig behaart, die Behaarung beinhaltet auch einige drüsige Trichome. Die Krone ist 7 bis 11 mm lang, ist auf der Außenseite behaart und innen papillös. Die Kronröhre ist im oberen Bereich deutlich gespreizt. Die Kronlappen sind 2,5 bis 6 mm lang und 1,5 bis 3 mm breit. Die Staubblätter sind 2 bis 4 mm lang.
Die Frucht ist eine kugelförmige Kapsel mit einem Durchmesser von 4 bis 4,5 mm. Sie enthält Samen von etwa 2,8 mm Länge.

## Verbreitung und Standorte
Die Art kommt in Western und South Australia vor und reicht dort von den westlichen Gawler Ranges über die Eyre-Halbinsel, im Nordwesten bis zu den Gairdner-Torrens-Basins (beim Lake Gairdner) und der Nullarbor-Region bis zum 130. Längengrad.
Grammosolen truncatus wächst auch auf beeinträchtigten Böden oder im tiefen Sand, wobei sie meist in Sandrinnen von Mallees zu finden ist, wo sie oft zusammen mit Stachelkopfgräsern (Triodia) angetroffen wird.